# 朝日丸
朝日丸是日本郵船的客貨船，在二戰期間曾作為大日本帝國海軍的醫療船。

## 概要

### 台灣航線的歷史
甲午戰爭結束後，大阪商船迅速考慮開闢一條來往台灣的路線，並派遣員工到達，並增加了資本以為開闢路線做準備，因此向台灣總督府方提交了開線申請。最終總督府則下令在明治29年（1896年）4月17日補助日本郵船，命令其開設神戶基隆間的內台航線，由神戶出發，經由鹿兒島、沖繩等地到基隆，而日本商船則引入大型通客貨船，供連結日本內地與台灣的海運航線使用。

### 落成及服役
朝日丸的前身為意大利貨輪但丁·阿利吉耶里號（SS Dante Alighieri），最初是由东塞斯特里當地的造船廠所建造，並計劃於熱那亞–巴勒莫–紐約間航行，在第一次世界大戰時，但丁·阿利吉耶里號曾被美軍承租，並被用來作為陸軍送王歐洲戰場的輸送船之一，在戰爭結束後，則恢復了原來的路線並開始服役直至1927年10月，1927年11月，但丁·阿利吉耶里號從紐約出發，在拜訪里斯本和那不勒斯後抵達熱那亞，完成了最後一次載客旅行。次年則被日本郵船獨立設立的子公司，近海郵船所購買了，並重新命名為「朝日丸」。
自從開始於台灣航線服役後，朝日丸每年共進行30次航行，並與大阪商船同一條航線上的旗艦船隻競爭。

### 第二次世界大戰
1937年7月，因中日戰爭爆發，朝日丸被日本海軍徵用，成為台灣與日本間的軍用運輸船隻，並前往吳海軍工廠進行改裝，並和冰川丸和高砂丸擔任重要的醫療船任務，之後反覆於日本海軍與陸軍之間服役。

### 結局
1944年，朝日丸搭載944名人員和軍需品前往神戶時，在備讃瀬戸牛島與油槽船滿珠丸發生海上事故，造成而船體左舷折損，最終則在附近的海灘上擱淺。
後在當地人員評估受損部分嚴重，導致裂縫逐漸擴大的情況而遭到廢棄，並於1949年報廢拆除。

## 関連項目
- 冰川丸
- 高砂丸
- 高千穗丸